# マリア・メルカデル
マリア・メルカデル（María Mercader、1918年3月6日 - 2011年1月26日）は、スペインの女優。バルセロナ県バルセロナ出身。1923年から1992年にかけて女優として活動していた。

## 略歴

### 私生活
兄にレフ・トロツキーの暗殺者ラモン・メルカデルがいる。
イタリアの映画監督で俳優であるヴィットリオ・デ・シーカとは1942年から事実婚の状態にあったが、デ・シーカがフランスの市民権を取り、彼の最初の妻との離婚が認められる1968年まで正式に結婚することができなかった。作曲家となった長男マヌエル・デ・シーカ（1949年生）と俳優となった次男クリスチャン・デ・シーカ（1951年生）はどちらもデ・シーカとの正式な結婚前に生んだ子である。

## 主な出演作品
- リゴレット Il re si diverte/Le Roi S'amuse （1941年）

## 参照
1. ↑  “Vittorio De Sica - Biography” (英語).  IMDb. 2013年5月5日閲覧。